# Saint-Thibaud-de-Couz
Saint-Thibaud-de-Couz é uma comuna francesa na região administrativa de Auvérnia-Ródano-Alpes, no departamento de Saboia. Estende-se por uma área de 24,17 km². Em 2010 a comuna tinha 1 085 habitantes (densidade: 44,9 hab./km²).